# Кордулегастер балканський
Кордулегастер балканський (Cordulegaster heros) — вид бабок родини кордулегастрових (Cordulegastridae).

## Поширення
Вид поширений у Південно-Східній Європі від північного сходу Італії, Австрії, Чехії, Словаччини та південного заходу України до Греції.

## Опис
Довжина тіла самця сягає 8—9 см, крила довжиною до 5 см. Самиці більші: довжина тіла 9—11 см, а крила — 6 см. Це найбільша бабка, яка живе в Європі, і одна з найбільших, що живуть за межами зони тропічного клімату.

## Спосіб життя
Імаго літають з червня по серпень. Самиця відкладає яйця на водну рослинність. Личинки розвиваються впродовж 2—3 років.